# Élections en Croatie
Les élections en Croatie résultent de la constitution croate et des lois adoptées par le Sabor. Le président, le parlement, les joupans et les  assemblées locales des comitats et les postes municipaux sont des postes électifs.
Le président est élu pour un mandat de 5 ans par un vote au suffrage universel uninominal majoritaire à deux tours. Les membres du parlement sont élus pour un mandat de 4 ans dans l'une des 10 circonscriptions auquel s'ajoutent une circonscription pour les membres de la diaspora croate et une autre pour les minorités ethniques.

## Électeurs
Les électeurs doivent être âgés de plus de 18 ans

## Élections législatives

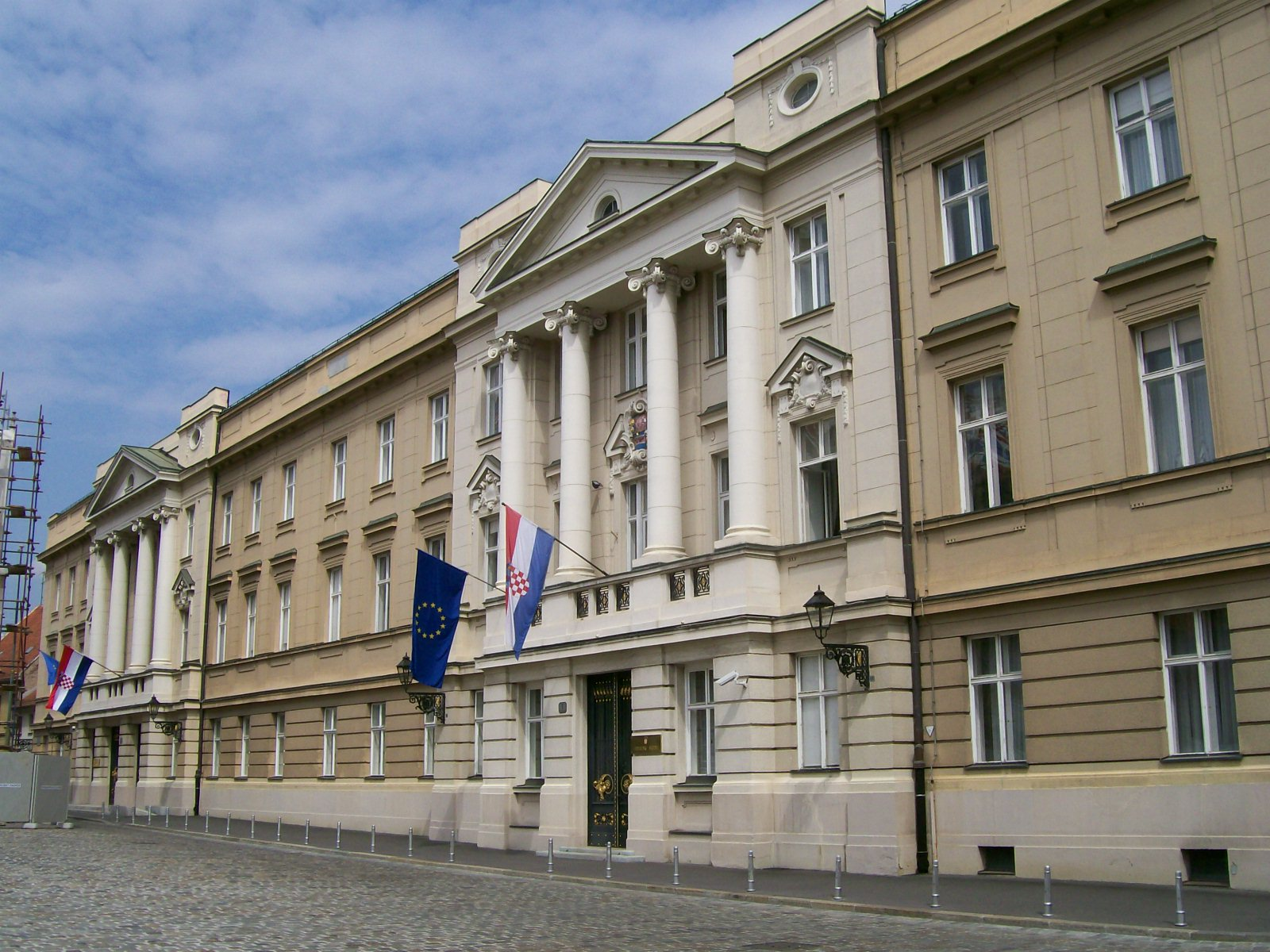
Le bâtiment du parlement à Zagreb.

Le Parlement de Croatie - en croate  Hrvatski sabor, souvent abrégé en Sabor - est un parlement unicaméral doté de 151 sièges pourvus pour quatre ans au scrutin proportionnel plurinominal avec listes semi bloquées et seuil électoral de 5 % dans douze circonscription électorales. Dix d'entre elles - dotées de quatorze sièges chacune - sont basées sur les limites des vingt Comitats du pays plus la capitale Zagreb, ajustées de manière à obtenir une répartition relativement uniforme des électeurs croates, une marge de plus ou moins 5 % étant tolérée d'une circonscription à l'autre. Trois autres sièges sont réservés à la diaspora croate habitants dans le reste du monde, qui forme une onzième circonscription. Les huit sièges restants sont quant à eux réservés aux vingt deux minorités ethniques nationales reconnues par le gouvernement croate, et sont à pourvoir au scrutin majoritaire dans une douzième circonscription qui se superpose aux dix premières et recouvre l'ensemble du pays. Trois sièges sont ainsi réservés pour les serbes, un autre pour les italiens, un pour les hongrois, un pour les tchèques et les slovaques, un pour les albanais, les bosniaques, les macédoniens, les monténégrins et les slovènes, et un pour les autrichiens, les bulgares, les allemands, les juifs, les polonais, les roms, les roumains, les ruthènes, les russes, les turques, les ukrainiens et les valaques. Dans chacun de ces groupes, le ou les candidats ayant réuni le plus de voix sont élus.
Bien que les listes soient normalement bloquées, les électeurs disposent de la possibilité d'effectuer une forme limitée de vote préférentiel envers un candidat figurant sur la liste pour laquelle ils votent. Cette mesure introduite en 2015 sous la pression d'un référendum d'initiative populaire permet aux candidats ayant recueilli plus de 10 % du total des voix attribuées à leur parti dans leur circonscription d'être placés en tête de liste, leur permettant ainsi d'obtenir en priorité un éventuel siège obtenu par leur parti. La place sur les listes des candidats dont le total des votes préférentiels n'a pas atteint ce quota de 10 % reste cependant inchangée. Après décompte des voix, les sièges sont répartis dans chacune des onze premières circonscriptions entre tous les partis ayant franchi le seuil électoral de 5 %. La répartition proportionnelle est faite à l'aide de la méthode d'Hondt.

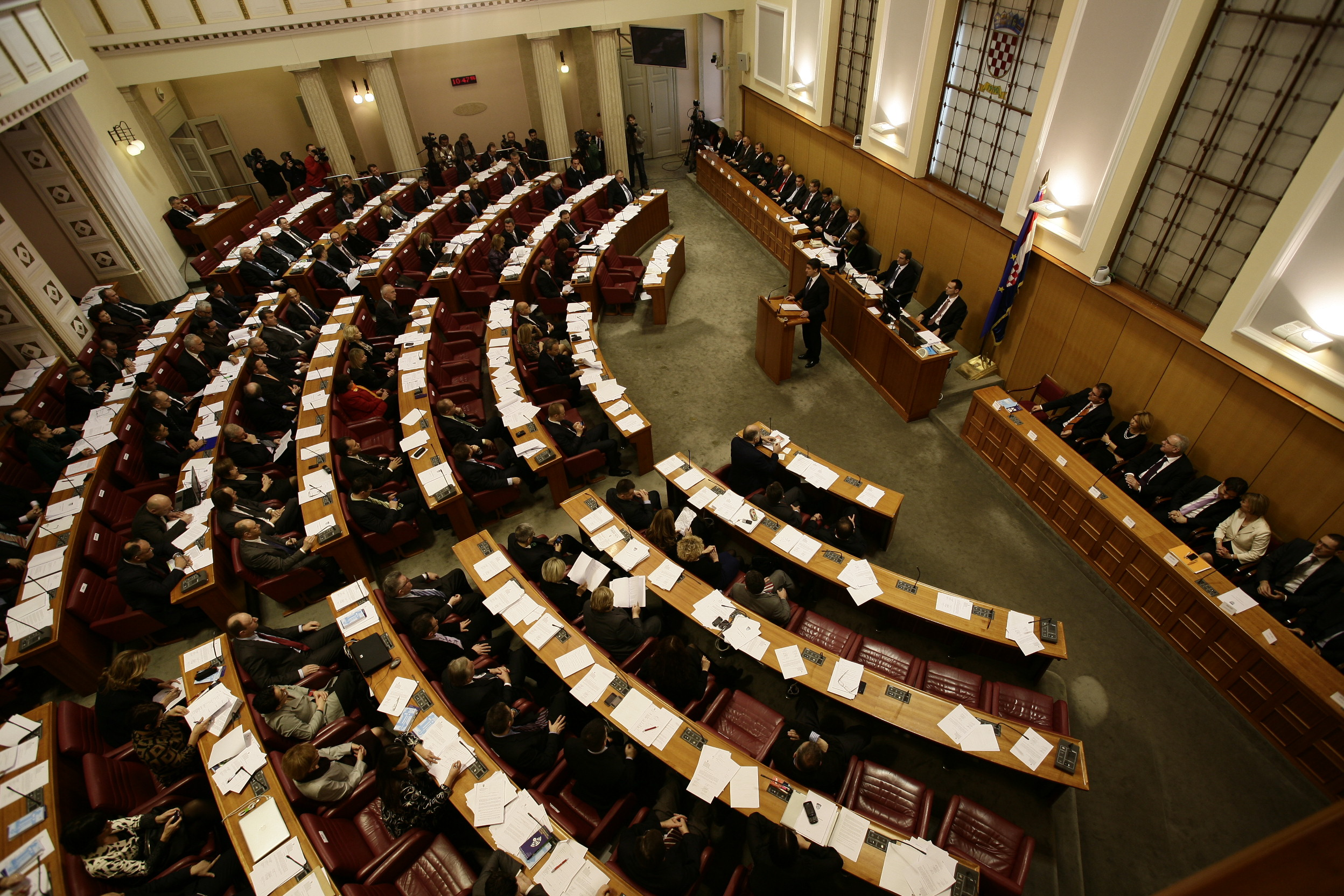
Intérieur du parlement.

Avant un amendement constitutionnel adoptée le 16 juin 2010, le nombre de sièges réservés à la diaspora variait en fonction du nombre de voix de la diaspora par rapport au nombre de voix total dans les dix premières circonscription, pour un maximum de douze sièges. Au cours des dernières élections organisées sous ce système en 2007, cinq sièges avaient ainsi été pourvus par la diaspora.
La nationalité des électeurs des minorités nationales est enregistrés à leur naissance sur déclaration de leurs parents mais peut être modifiée par la suite, sauf dans les quatorze jours précédant un scrutin. Les électeurs des minorités choisissent à leur entrée dans les bureaux de vote s'ils prennent part au scrutin en tant que membre de la circonscription ethnique unique, ou bien de celle ordinaire à laquelle est rattachée le bureau de vote. Ils ne peuvent voter pour les deux systèmes à la fois, ni les électeurs enregistrés comme croates voter pour les listes réservées. Ce système, controversé, a été l'objet en 2017 d'une remise en cause devant la Cour constitutionnelle, qui l'a cependant validé,.